# Arlind Ajeti
Arlind Afrim Ajeti (* 25. September 1993 in Basel, Schweiz) ist ein albanischer Fussballspieler der bevorzugt als Innenverteidiger zum Einsatz kommt.

## Vereinskarriere
Der aus dem eigenen Nachwuchs hervorgegangene Spieler erhielt am 2. Januar 2011 beim FC Basel seinen ersten Profivertrag mit zweieinhalbjähriger Gültigkeit bis zum 30. Juni 2013. Sein Liga-Debüt gab er am 28. August 2011 beim 2:1-Sieg gegen den FC Thun im St. Jakob-Park in Basel, als er in der 69. Minute für Radoslav Kováč eingewechselt wurde. Am Ende der Saison gewann Ajeti mit der Mannschaft den Meistertitel und mit dem Cupsieg auch das Double.
Am Ende der Saison 2012/13 wurde Ajeti mit dem FC Basel erneut Schweizer Meister und stand im Finale des Schweizer Cup, das der FC Basel im Penaltyschiessen verlor. In der UEFA Europa League 2012/13 kam er mit dem FC Basel bis ins Halbfinale und schied dort gegen den damaligen Champions-League-Sieger FC Chelsea aus. In dieser Saison kam Ajeti auf insgesamt 39 Einsätze für den FC Basel.
Am 6. Oktober 2013 erzielte er sein erstes Tor in der Super League für den FC Basel mit dem Siegtreffer zum 2:1 über den FC Lausanne-Sport. Die Saison 2013/14 beendete Ajeti als Meister und stand im Final des Schweizer Cups, der nach Verlängerung verloren wurde. Basels Champions League Saison endete zwar nach der Gruppenphase aber im Europa League avancierte sie bis in den Viertelfinals. Ajeti hatte unter Trainer Murat Yakin insgesamt 44 Einsätze und erzielte dabei ein Tor.
Nach der Saison 2013/14, in der sich Ajeti zeitweise einen Stammplatz beim FC Basel erspielt hatte, sass er 2014/15 häufig nur auf der Ersatzbank. Das Team beendete die Saison 2014/15 zum 18. Mal als Meister (zum 6. Mal in Folge), Ajeti kam dabei zu drei Einsätzen, zudem kam er bei der 0:3-Finalniederlage im Schweizer Cup gegen den FC Sion per Einwechslung zum Einsatz.
Nach einem Jahr bei Frosinone Calcio wechselte er im Sommer 2016 zum FC Turin.
Im Sommer 2017 wurde Ajeti an den FC Crotone verliehen.
Am 19. Februar 2020 wechselte Ajeti zu dem dänischen Zweitligisten Vejle Boldklub.
Im September 2020 wechselte Ajeti zum italienischen Zweitligisten AC Reggiana. Für Reggiana bestritt er in der Saison 2020/21 insgesamt 24 Ligaspiele und erzielte zwei Tore. Nach dem Abstieg des Vereins verließ er diesen zum Saisonende.
Im November 2021 unterschrieb Ajeti einen Vertrag beim Drittligisten Calcio Padova in Italien. Während der Saison 2021/22 absolvierte er 22 Ligaspiele und erzielte einen Treffer.
Zur Spielzeit 2022/23 wechselte Ajeti zum Ligakonkurrenten Pordenone Calcio. Insgesamt kam er in 33 Partien zum Einsatz und traf sechs Mal.
Im Sommer 2023 schloss er sich CFR Cluj in der rumänischen Liga 1 an, wo er regelmäßig in der Liga und im Europapokal, darunter in der Qualifikation zur UEFA Europa Conference League, eingesetzt wurde. In der Saison 2023/24 stand er in mindestens 22 Spielen auf dem Platz und erzielte drei Tore.
Seit der Saison 2024/25 steht Arlind Ajeti beim türkischen Erstligisten Bodrum FK unter Vertrag.

## Nationalmannschaft
Ajeti gab sein Debüt in der Schweizer U-17-Nationalmannschaft im Freundschaftsspiel gegen Schweden am 4. März 2010 im Stadion Bergholz in Wil. Sein erstes Spiel für die Schweizer U-19-Nationalmannschaft folgte am 2. Juni 2011 in einem Qualifikationsspiel zur U-19-Fussball-Europameisterschaft 2011 gegen England, das 1:2 verloren wurde.
Ab Februar 2013 war Ajeti auch offizielles Kadermitglied der Schweizer U-21-Auswahl. Er gab sein Debüt am 6. Februar im Estadio El Madrigal in Villarreal bei einer 0:1-Niederlage gegen die slowakische Auswahl.
Ajeti entschied sich 2014, für den albanischen Verband aufzulaufen. Am 14. November 2014 gab er sein Debüt für die albanische A-Nationalmannschaft in einem Freundschaftsspiel gegen Frankreich.
Bei der Fußball-Europameisterschaft 2016 in Frankreich wurde er in das albanische Aufgebot aufgenommen. In der Auftaktpartie wurde er noch nicht berücksichtigt, gegen Frankreich und gegen Rumänien stand er dann aber jeweils im Startaufgebot. Gegen Rumänien wurde er sogar zum Spieler des Spiels gewählt. Nach drei Spielen schied das Team aus dem Turnier aus.

## Erfolge
Basel
- Schweizer Meister: 2012, 2014, 2015
- Schweizer Cupsieger: 2012

## Familie
Arlinds jüngere Brüder, die Zwillinge Adonis und Albian (* 1997), spielten beide in den Jugendteams des FC Basel und hatten ab April 2013 einen Profivertrag.